# Elgaland-Vargaland
Elgaland-Vargaland es un proyecto de arte conceptual  y una micronación desarrollada por los artistas suecos Carl Michael von Hausswolff y Leif Elggren en 1992. También es conocido por su acrónimo "KREV"  (KonungaRikena Elgaland-Vargaland).
Von Hausswolff y Elggren formaron el nombre del país a partir de sus propios nombres y definen el país como frontera de otros países. La decisión de fundar el país y nombrarse reyes fue a reacción de que Suecia todavía tuviera una monarquía. El país fue anunciado en un anuncio en el periódico Dagens Nyheter . Fue anunciado el 27 de mayo de 1992. Otros artistas escandinavos han tenido micronaciones, como Ladonia de Lars Vilks.
Elgaland-Vargaland tiene una bandera  y un himno nacional, expide pasaportes y sellos a pedido y ha tenido varias "embajadas" (exposiciones de arte). Elggren a menudo invoca "la imagen de un lunático de la esquina con una corona de papel que se declara Rey".
En marzo de 1994, abrieron un "consulado general" en la Galería Thomas Nordanstad de Nueva York y solicitaron ser miembros de las Naciones Unidas. En 2002, en el décimo aniversario, un grupo de 10 personas viajó de Suecia a Estonia llevando pasaportes de Elgaland-Vargaland; fueron detenidos y confiscados sus pasaportes, y fueron devueltos a Suecia al día siguiente. Habían planeado ser rechazados de cada país por turno, indefinidamente. El mismo año lanzaron un álbum musical titulado "Los reinos de Elgaland-Vargaland, 1992-2002", publicado por Ash International. En 2003, Elgaland-Vargaland asistió a una conferencia de micronaciones en Finlandia.
En 2007, el país tenía alrededor de 850 ciudadanos  y en 2014 reclamaban 980 ciudadanos. En 2007 tenían 20 embajadores; la embajada en Reykjavik se inauguró en 1994 en el Nýlistasafninu (Museo de Bellas Artes)  la embajada en Berlín se inauguró en 2006 en la Haus der Kulturen der Welt, y la embajada de Marruecos se inauguró en 2014 antes de la Bienal de Marrakech. Se celebró un "Consulado General" en la Galería 400 de Chicago durante dos meses entre 2007 y 2008 como parte del Festival de Mapas de la ciudad. Tienen varios ministros, principalmente artistas, incluido el trompetista Greg Kelley, que es Ministro de Fanfarrias.
Las reivindicaciones se extienden a otros "territorios intersticiales", como la transición del sueño a la vigilia (el estado hipnogógico), y el limbo  y también consideran a todos los muertos como ciudadanos. En 2007, declararon en la Bienal de Venecia que habían anexado la Isola di San Michele, un cementerio insular. Este proyecto de anexión apareció en la Galería Niklas Belenius en 2008.

## Recepción
KREV ha sido descrito como el trabajo más conocido de Elggren. El periódico sueco Expressen afirmó que "su pequeño reino se parece cada vez más a una dictadura" y destacó lo que percibieron como un coqueteo de los artistas con el fascismo.
Elgaland-Vargaland también figuraba en el libro de Nick Middleton sobre Atlas de países que no existen.